# Saltuarius
Genre
Saltuarius est un genre de gecko de la famille des Carphodactylidae.

## Répartition
Les 7 espèces de ce genre sont endémiques d'Australie. Elles se rencontrent au Queensland et en Nouvelle-Galles du Sud.

## Description
Ce sont des geckos nocturnes à la peau d'aspect rugueuse, de couleur rouge, grise ou noire, avec des motifs plus ou moins réguliers. La queue est large et plate.

## Liste des espèces
Selon The Reptile Database (24 avril 2014) :
- Saltuarius cornutus (Ogilby, 1892)
- Saltuarius eximius Hoskin & Couper, 2013
- Saltuarius kateae Couper, Sadlier, Shea & Worthington-Wilmer, 2008
- Saltuarius moritzi Couper, Sadlier, Shea & Worthington-Wilmer, 2008
- Saltuarius salebrosus (Covacevich, 1975)
- Saltuarius swaini (Wells & Wellington, 1985)
- Saltuarius wyberba Couper, Schneider & Covacevich, 1997

## Publication originale
- Couper, Covacevich & Moritz, 1993 : A review of the leaf-tailed geckos endemic to eastern Australia: a new genus, four new species, and other new data. Memoirs of the Queensland Museum, vol. 34, no 1, p. 95-124 (texte intégral).